# Kaya Peker
Kaya Peker, né le 2 août 1980 à Ankara, est un joueur turc de basket-ball, évoluant au poste de pivot. Il mesure 2,08 m.

## Clubs successifs
- Formé à Pinar Karsyaka Spor Kulubu Izmir
- 1996-2000 :  Pinar Karsyaka Spor Kulubu Izmir
- 2000-2006 :  Efes Pilsen Istanbul
- 2006-2008 :  Taugres Saski Baskonia Vitoria
- 2008-2010 :  Efes Pilsen Istanbul
- Dep. 2010 :  Fenerbahçe Ülker

## Palmarès

### Club
- Champion de Turquie en 2002, 2003, 2004, 2005 et 2008
- Vainqueur de la Coupe de Turquie en 2001 en basket-ball, 2002 en basket-ball et 2006 en basket-ball
- Vainqueur de la Coupe du Président de Turquie en 2000 et 2002

### Sélection nationale
- Championnat du monde masculin de basket-ball
  - 6e au Championnat du monde de basket masculin 2006 au Japon
  - 9e au Championnat du monde de basket masculin 2002 à Indianapolis
- Championnat d'Europe
  - Médaille d'argent au Championnat d'Europe 2001 en Turquie
  - Participation au Championnat d'Europe de basket-ball 2003 en Suède
  - Participation au Championnat d'Europe de basket-ball 2005 en Serbie-et-Monténégro.

### Distinctions personnelles
- All-Star Game turc 2005 et 2006